# Grupo Compostela de Universidades
El Grupo Compostela de Universidades es una asociación sin ánimo de lucro que agrupa a más de sesenta universidades de todo el mundo. Su objetivo es la promoción y ejecución de proyectos de colaboración interuniversitaria.

## Historia
En 1993, Año Xacobeo, la Universidad de Santiago de Compostela inició contactos con otras instituciones de educación superior localizadas en el secular Camino de Santiago. Su principal objetivo era establecer una red que facilitara la colaboración entre universidades para preservar la herencia histórica y cultural surgida alrededor del peregrinaje a Compostela.
Tras estos primeros contactos, 57 universidades Europeas acudieron a una reunión en Santiago entre el 2 y el 4 de septiembre de 1993 para establecer las principales líneas de creación y determinar sus objetivos. Se establecieron tres puntos básicos:
- Fortalecer los canales de comunicación entre las universidades socias.
- Organizar eventos para el estudio y la discusión de diferentes cuestiones relacionadas con Europa.
- Promover la movilidad como la base para incrementar el conocimiento de las diferentes lenguas y culturas europeas.

Una comisión formada por representantes de las universidades de Valladolid, Liège, Nantes, Göttingen, Minho, Jaume I y Santiago de Compostela elaboró las Normas Estatutarias y la Normativa del Grupo Compostela de Universidades. Estos documentos fueron aprobados en la Asamblea Constituyente que tuvo lugar en la Universidad de Santiago los días 2 y 3 de septiembre de 1994.
En principio, el Grupo se constituyó exclusivamente con universidades europeas. Desde la Asamblea General de Roehampton (Reino Unido) celebrada en septiembre de 2007 las instituciones de educación superior de otras partes del mundo (Norte de África, América Latina, Oceanía...) son admitidas como miembros de pleno derecho.
Desde su creación, el Grupo Compostela ha organizado talleres de aprendizaje, promovido conferencias de alcance internacional, diseñado proyectos de movilidad intercontinental (como el STELLA, una original propuesta dirigida personal administrativo de las universidades)e incluso creado una serie de grupos de trabajo en áreas de interés social (estudios de género, lingüísticos, relacionados con la conservación de la herencia cultural del Camino de Santiago, europeos, etc.).
Una de las principales funciones del Grupo es la de catalizar de los procesos de comunicación entre las universidades socias. Para esto, entre otras actuaciones, tiene especial importancia la celebración de la Asamblea General del Grupo, que suele tener lugar en el mes de septiembre. En este evento anual, además de revisarse los aspectos administrativos de la red, las instituciones educativas reunidas tienen ocasión de poner en común sus experiencias, debatir y presentar propuestas para iniciativas conjuntas.
El Grupo Compostela ha participado en multitud de proyectos internacionales concedidos por la Comisión Europea. Ha sido coordinador de tres TEMPUS MEDA (IGBRIU, GASRIU, MUQ), ha participado como socio en dos Lifelong Learning Programmes (GRUNDTVIG-PAVE y Action Key 1-CHINESECOM), en un Socrates Thematic Network con Eslovenia y en dos ERASMUS MUNDUS (External Cooperation Window y Master Stipends: Glitema). En la actualidad, está participando como socio en el programa TEMPUS CORINTHIAM con Israel.
Además, a mediados de 2010, el Grupo Compostela reunió a un grupo de expertos para trabajar en la creación, desarrollo e implantación, junto con el Centro EMUNI (Portoroz, Eslovenia), de un máster ejecutivo en Gestión de educación superior, finanzas y mejora de calidad.

## Premio Internacional Grupo Compostela-Junta de Galicia
En 1996 el Grupo Compostela de Universidades y la Consellería de Cultura, Comunicación Social y Turismo del gobierno gallego firmaron un acuerdo para el establecimiento del Premio Internacional Grupo Compostela-Junta de Galicia, una recompensa anual para personas o instituciones que hayan destacado debido a su trabajo en favor de la difusión de proyectos o ideas de alcance internacional, especialmente aquellas relacionadas con la promoción del ideal común europeo, la educación y la preservación de nuestra herencia cultural.
El jurado del Premio Compostela está presidido por el titular del Gobierno gallego y formado por tres personalidades escogidas por la institución: el conselleiro de Cultura e Turismo, o conselleiro de Educación e Ordenación Universitaria y el secretario general para Universidades. Por parte del Grupo Compostela, componen el jurado el presidente de la institución y los rectores de tres universidades del Grupo que son elegidos en la Asamblea General previa a la reunión del jurado.
La Junta de Galicia y las universidades socias del Grupo Compostela presentan anualmente candidaturas a este premio, el cual está dotado de una recompensa monetaria y una medalla de oro conmemorativa con forma de concha (el símbolo durante siglos del peregrinaje a Santiago y la imagen escogida por el Grupo Compostela de Universidades).

## Miembros
| Países               | Universidades asociadas |
| Alemania             | Universidad de Ratisbona Universidad de Marburgo |
| Bielorrusia          | Universidad Estatal de Yanka Kupala de Grodno |
| Brasil               | UNESP-Universidad Estadual Paulista 'Julio de Mesquita Filho' |
| El Salvador          | Universidad de Oriente ONIVO |
| Eslovaquia           | Universidad Pan-Europea |
| España               | Universidad de La Coruña Universidad de Almería Universidad de Cádiz Universidad de Extremadura Universidad Jaime I Universidad de Las Palmas de Gran Canaria Universidad de León Universidad de Lérida Universidad de Málaga Universidad de Oviedo Universidad Rey Juan Carlos Universidad del País Vasco Universidad de Valencia Universidad Politécnica de Cartagena Universidad Politécnica de Madrid Universidad de Salamanca Universidad de Santiago de Compostela Universidad de Vigo Universidad de Zaragoza Universidad de Burgos Universidad de Sevilla Universidad de La Rioja Universidad de La Laguna |
| Georgia              | Universidad Estatal de Ilia Universidad Estatal Ivane Javakhishvili de Tbilisi |
| Hungría              | Universidad de Pécs |
| Italia               | Universidad de Kore di Enna International Telematic University UNINETTUNO |
| Malta                | Universidad de Malta |
| México               | Instituto Tecnológico y de Estudios Superiores de Monterrey Universidad de Guadalajara Universidad de Monterrey CETYS Universidad Universidad La Salle Universidad Anáhuac Xalapa Universidad Autónoma de Chihuahua Universidad Autónoma de Chiapas Universidad Autónoma de Guerrero |
| Panamá               | Universidad Columbus |
| Perú                 | Pontificia Universidad Católica del Perú Universidad de Lima Universidad de Piura Universidad ESAN Universidad Nacional Mayor de San Marcos Universidad del Pacífico Universidad Peruana de Ciencias Aplicadas |
| Polonia              | Universidad Adam Mickiewicz de Poznan Universidad de Łódź |
| Portugal             | Universidad Trás-os-Montes y Alto Douro Universidad del Miño |
| Reino Unido          | Universidad de Worcester |
| República Checa      | Universidad Masaryk |
| República Dominicana | Instituto Tecnológico de Santo Domingo |
| Serbia               | Universidad Academia de Negocios de Novi Sad |
| Suecia               | Universidad de Karlstad |
| Suiza                | Escuela de Trabajo Social de Lucerna Universidad de Friburgo |

| Países   | Miembros asociados                                        |
| -------- | --------------------------------------------------------- |
| Colombia | Corporación para Investigaciones Biológicas (CIB)         |
| España   | Escuela de Turismo, Hostelería y Gastronomía de Barcelona |
| Grecia   | Colegio Metropolitano                                     |

| Países         | Colaboradores |
| -------------- | --- |
| Brasil         | FAUBAI |
| Estados Unidos | Consorcio para la Colaboración de la Educación Superior en América del Norte (CONAHEC) Académicos en Riesgo (SAR) Asociación Hispana de Universidades (HACU) |
| Rusia          | Asociación Europea de Universidades del Este (EEUA) |
| Eslovenia      | Universidad Euromediterránea (EMUNI) |
| España         | Erasmus Compostela |
| Reino Unido    | QS Quacquarelli Symonds (QS) |